# 미사일 발사대

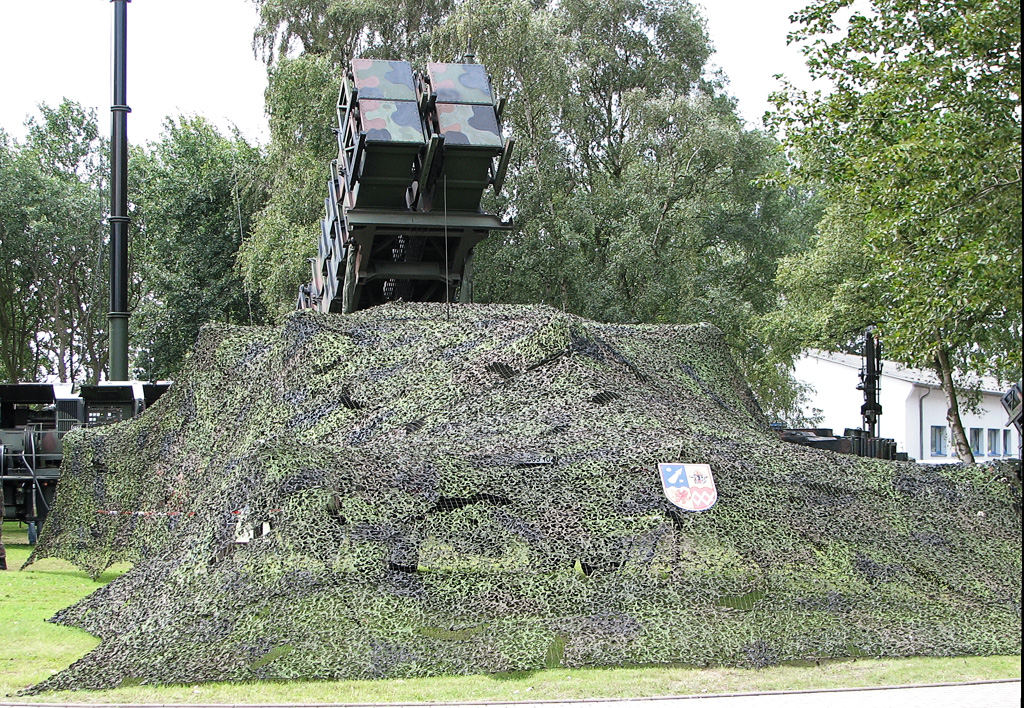
PAC-2는 발사대 하나당 4발이 탑재된다.

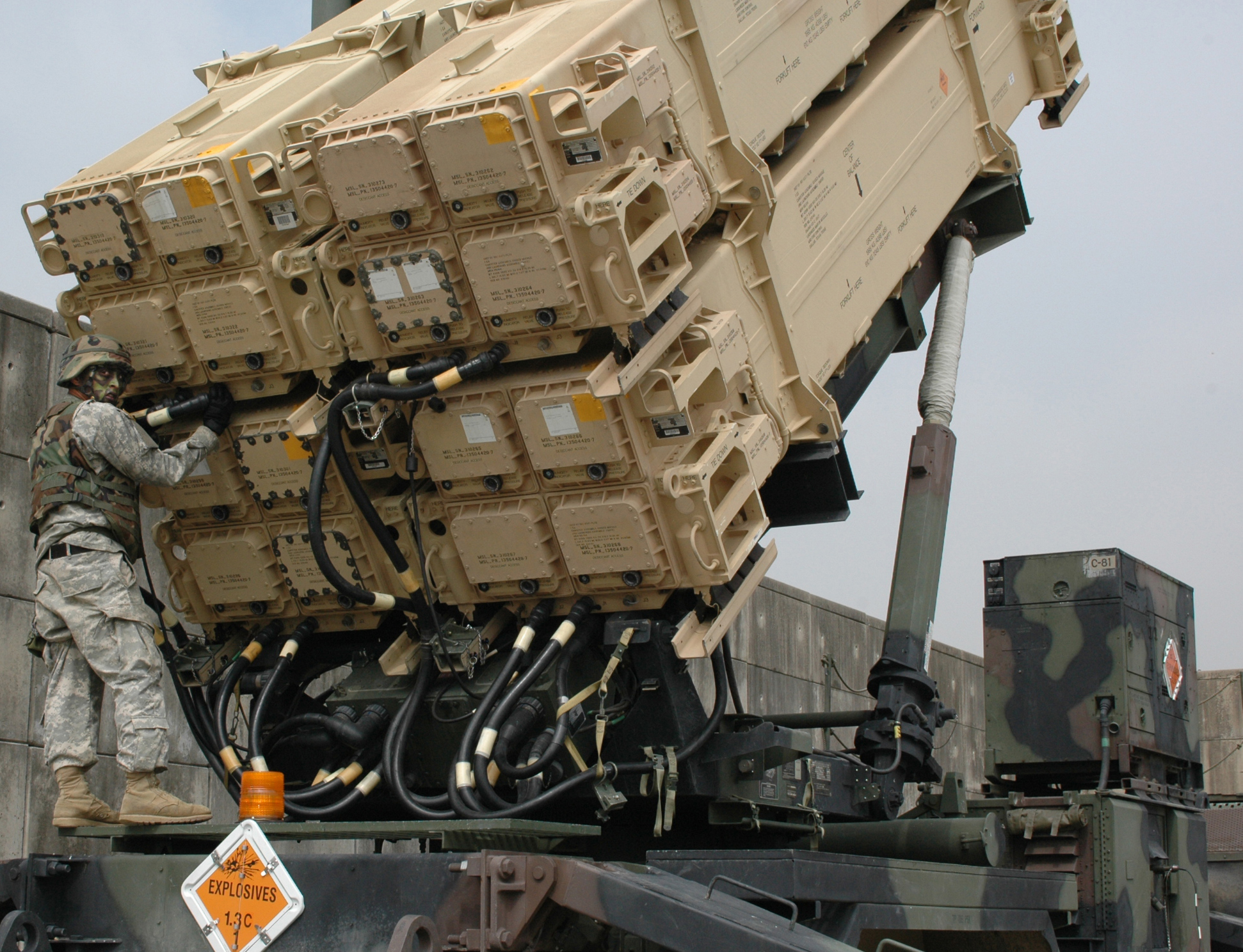
PAC-3는 발사대 하나당 16발이 탑재된다.

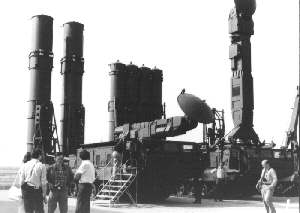
S-300. 왼쪽 9M82는 발사대 하나당 2발이 탑재된다. 반면 가운데 9M83은 이동식 발사대 하나당 4발이 탑재된다.

미사일 발사대(missile turret)는 미사일(탄도, 순항, 요격)을 고정한 후 발사해 적 미사일, 항공기 그리고 로켓포로부터 방어 및 공격할 수 있게 만든 구조물을 말하며, 발사대의 종류는 다양하다.

## 개요
미사일이나 로켓 발사대를 말한다. 강화 콘크리트로 구축된 지하 기반을 가지고 있고, 그 속으로 원격 조작용 케이블이 통해 있어 제어실과 연락이 되어 있다. 2018년 블라디미르 푸틴 러시아 대통령은 사르맛, 아방가르드 등의 무기를 공개해 러시아의 국방력을 과시했는데 사르맛과 S-500 등의 신무기들은 여전히 미사일 발사대 방식의 무기에 의존하고 있다.

## 종류
종류에는 크게 고정식 발사대, 지하식 발사대, 이동식 발사대가 있다.
고정식 발사대의 한 예로는 패트리어트가 있으며, 주한미군이 운용하는 패트리어트 발사대는 모두 60대다. 이동식 미사일 발사대(transporter erector launcher, TEL)는 미사일 차량과 트랙터 및 견인차량으로 구성된 시스템을 말한다.

## 같이 보기
- MIM-104 패트리어트(PAC-2, PAC-3)
- S-300, S-400
- 아이언 돔